# Carmelo Flores
Carmelo Flores (ur. 16 grudnia 1955) – portorykański zapaśnik walczący w stylu wolnym. Olimpijczyk z Los Angeles 1984, gdzie odpadł w eliminacjach w kategorii 62 kg. Szósty w igrzyskach panamerykańskich w 1979. Srebrny medalista igrzysk Ameryki Środkowej i Karaibów w 1982 roku.